# Os (Hordaland)
Os – dawna norweska gmina leżąca w regionie Hordaland.
Os była 366. norweską gminą pod względem powierzchni.
Zlikwidowana w związku z reformą administracyjną w 2020 roku, obecnie część gminy Bjørnafjorden.

## Demografia
Według danych z roku 2005 gminę zamieszkuje 14 908 osób, gęstość zaludnienia 106,86 os./km². Pod względem zaludnienia Os zajmuje 63. miejsce wśród norweskich gmin.
| ludność stan na 1 stycznia 2005 |         |           |        |
|                                 | kobiety | mężczyźni | razem  |
| osób                            | 7532    | 7376      | 14 908 |
| %                               | 50,52%  | 49,48%    | 100%   |

| wykształcenie stan na 1 października 2004 |        |         |        |        |
|                                           | podst. | średnie | wyższe | niezn. |
| osób                                      | 1991   | 6692    | 2401   | 193    |
| %                                         | 17,66% | 59,34%  | 21,29% | 1,71%  |

## Edukacja
Według danych z 1 października 2004:
- liczba szkół podstawowych (norw. grunnskolar): 11
- liczba uczniów szkół podst.: 2285

## Władze gminy
Według danych na rok 2011 administratorem gminy (norw. rådmann) jest Knut Terje Rekve, natomiast burmistrzem (norw. ordfører, d. borgermester) jest Terje Søviknes.